# Greffe auxiliaire du foie
Une greffe auxiliaire du foie est une opération qui consiste à greffer un demi foie dans la cavité abdominale, sans retirer l'organe natif malade.
Le demi foie implanté permet la survie du malade en attendant que le foie natif régénère. Lorsque la régénération est obtenue, le demi foie implanté est retiré.
Cette technique permet de traiter les malades atteints d'hépatite fulminante, notamment après une intoxication aux champignons (Amanite Phalloïde, Lépiotes Helveolae). Cette technique fut inventée en 1993 par le professeur Karim Boudjema, chef du département en chirurgie hépatique et viscerale du C.H.U. de Pontchaillou, à Rennes.